# 張芸洋
張 芸洋（チャン・イーヤン、ちょう・げいよう、中: 张艺洋、1991年3月13日 - 2024年12月18日）は、中国の男性歌手、俳優。陝西省興平市で生まれ、西安市を拠点に活動した。血液型はO型。本名：張洋洋。
2022年2月26日に16歳の交際相手を殺害した容疑で逮捕され、故意殺人罪で死刑判決、2024年12月18日に銃刑が執行された。34歳没。中国本土において死刑執行された初の芸能人とされる。

## 主な楽曲
- 「那麼疼你[7]」
- 「哭泣的男人[8]」
- 「有没有人告訴你[9]」
- 「我只在乎在乎我的人[10]」